# ادوارد لودویگ
ادوارد لودویگ (انگلیسی: Edward Ludwig؛ ۷ اکتبر ۱۸۹۹ – ۲۰ اوت ۱۹۸۲) یک کارگردان اهل ایالات متحده آمریکا بود.